# 1355
1355 (MCCCLV) je bilo navadno leto, ki se je po julijanskem koledarju začelo na četrtek.

## Dogodki

### Sicilijansko kraljestvo
- začetek leta - Mladi sicilijanski kralj Ludvik preide v polno protiofenzivo proti neapeljskim vsiljivcem, ki so poskusili ob pomoči domačih petokolonašev zavzeti Sicilijo. Na začetku leta se sicilijanski kralj z vojsko nahaja v kraju Calatafimi na zahodu Sicilije. ↓
- februar → Sicilijanski kralj se z vojsko vrne na vzhodno obalo v Catanijo, od koder začne s pripavami na močneje utrnjeno mesto Lentini, ki je pod oblastjo neapeljske stranke. ↓
- 13. maj → Začetek obleganja Lentinija. ↓
- sredina junija → Sicilijanska vojska se umakne izpred Lenitnija nazaj v Catanijo.
- 10. julij - Ponoven izbruh kuge v mestu Catania, kar je tretja uničijoča epidemija v zadnjih osmih letih. Kralj se z vojsko umakne v Messino, od koder začne z vojaško kampanjo proti proneapeljskemu Palermu, ki je hkrati sicilijanska prestolnica. Razen opustošenega podeželja ne naredi večje škode.
- 16. oktober - Po nekajtedenski agoniji podleže kugi komaj 17 leten sicilijanski kralj Ludvik. Umrlega nasledi mlajši brat Friderik IV.[1]
- 22. oktober - Kugi podleže še kraljica-mati in regentinja Konstanca. Regentstvo prevzame starejša sestra mladoletnega kralja Evfemija, ki je stara 25 let.
- 23. oktober - S smrtjo mladega kralja in kraljice matere si poskuša pozicijo na dvoru izboljšati kancler Blasco II. de Alagona, a mu to preprečijo njegovi sovražniki. Kriza na aragonskem dvoru sicilijanske krone koristi neapeljskemu dvoru, ki ima dedne zahteve po Siciliji.[2] 1356 ↔

### Severna Italija
- 6. januar - Milano: kronanje Karla IV. Luksemburškega za italijanskega/lombardskega kralja.
- 5. april - Rim: kronanje Karla IV. Luksemburškega za rimsko-nemškega cesarja. Kronanje opravijo papeževi legati. Novi cesar ostane v Večnem mestu zgolj nekaj ur. Naklonjenost Italijanov cesarju se lahko pripiše zavezi, s katero je sklenil, da se ne bo vmešaval v italijanske politične zdrahe. Še istega leta se vrne nazaj v Nemčijo.
- 18. april - Beneška republika: novi beneški dož Marino Faliero, ki je imel s porazom proti Genovčanom leto dni prej zelo slab začetek vladanja, je malo po svoje razumel pristojnosti beneškega doža in je poskusil s slabo pripravljenim državnim udarom. Marino Faliero je skupaj z deseterico sozarotnikov usmrčen in kot javna sramota izbrisan iz arhivov (damnatio memoriae). ↓
- 21. april → Za novega doža je izvoljen Giovanni Gradenigo, 56. beneški dož po seznamu.
- 1. junij - Izčrpane od vojne Benetke zaprosijo Genovo za mir. Genovčani privolijo v zameno, da se z Beneško pomočjo otresejo vpliva milanskih Viscontijev.
- 29. september - Konec milanskega triumvirata. Sovladarja Milana in širše Lombardije Bernabò in Galeazzo II. Visconti na večerji zastrupita tretjega sovladarja in brata Mattea II. Viscontija, ki so nasledili Milano po smrti vplivnega strica Giovannija Viscontija.

### Ostalo po svetu
- 7. januar - Portugalska: umor prinčeve ljubice Inês de Castro. Portugalski kralj Alfonz IV. ima dovolj samovoljnega sina Petra, ki se je po smrti soproge Konstance Kastiljske († 1345) po svoji izbiri skrivoma poročil z galicijsko plemkinjo Inês de Castro, ki je bila ena od dvornih dam umrle soproge. Alfonz IV. se je namreč bal, da bi po njegovi smrti portugalska krona padla v kastiljske roke, ker je imela Inês de Castro prevelik vpliv na njegovega sina. Umor je še posebej brutalen, ker je nesojena družica obglavljena vpričo njunih nezakonskih otrok. Sin napove očetu totalno vojno. 1356 ↔
- 10. februar - Pomor študentov na dan Svete Sholastike, Oxford, Anglija: prepir med dvema študentoma in gostilničarjem taverne preide v vsesplošni odprti spopad med študenti in domorodnimi Oxfordčani, ki traja dva dni in v katerem umre okoli 60 študentov in šolnikov ter 30 domačinov. Spor se kasneje reši v korist Univerze in s simbolično, a ponižujočo kaznijo za mesto Oxford, ki mora vsako leto opraviti javno pokoro za ubite študente. Šele leta 1825 je takratni župan Oxforda zavrnil udeležbo pri teh ceremonijah.
- 4. maj - Umre dofên Viennosa/grof Albona Humbert II.. Že pred smrtjo je svoje pravice do grofije Albon, ki sodi v sklop Rimsko-nemškega cesarstva[3] in dedno pravico do naziva 'dofen'[4], prodal francoski kroni. Pogoj, ki ga je dal, je bil, da se vsi francoski prestolonasledniki nazivajo z 'dofenom'.
- avgust - Bitka pri Nesbit Mooru: med Škotsko in Anglijo se na meji ponovno obnovijo sovražnosti. Škoti ujamejo plenilsko angleško izvidnico v past in jo uničijo. Ob novicah o napredovanju angleške glavnine pod vodstvom Edvarda III. se potem umaknejo.
  - Medtem ko se oče Edvard III. ukvarja s Škoti, njegov sin Edvard Črni Princ obnovi sovražnosti s Francijo (nadaljevanje stoletne vojne po zastoju s kugo). Angleži iz Gaskonje plenijo in uničujejo obmejno podeželje, iz katerega napravijo širok opustošen tamponski pas. 1356 ↔
- 24. avgust - Umrlega velikega mojstra vitezov hospitalcev Pierra de Corneillana nasledi Roger de Pins, 29. veliki mojster po seznamu. Pierre de Corneillan je večino svojega kratkega mandata posvetil prepričevanju papeža Inocenca VI. naj jih ne preseli z Rodosa nazaj na Ciper.
- 4. oktober - Sveto rimsko cesarstvo: rimsko-nemški cesar Karel IV. Luksemburški v okviru sklicanega zbora stanov in širšega projekta reforme volilnega prava reformira nasledstveno pravo za saško elektorsko kneževino oziroma bivšo Saško vojvodino. Reforma razreši vprašanje elektorskega glasu Saške vojvodine, ki se je razdelila na askanijski hiši Saška-Wittenberg in Saška-Lauenburg. Karel IV. se odloči v korist prve. S tem prepreči podvojevanje elektorskega glasu za omenjeno vojvodino. Elektorska reforma → 1356
- 5. december - Umrlega brabantskega vojvodo Ivana III. nasledi hči Ivana Brabantska. Pravico do naziva brabantskega vojvode dobi tudi njen soprog, luksemburški vojvoda Venčeslav I.
- 2. december - Pariz: francoski kralj Ivan II. skliče zbor stanov za obnovitev vojne z Angleži. 1356 ↔
- 20. december - Med pripravami na vojno s Turki umre srbski car Dušan Silni[5]. Po njegovi smrti se Srbsko cesarstvo, ki obsega večji del Balkana, postopoma seseda samo vase, saj njegov sin Štefan Uroš V.[6] ni dorasel nalogi. 1356 ↔
- Osmani iz Galipolija opravijo plenilski vpad v Bolgarijo. V eni od bitk pade bolgarski socesar Mihael Asen IV., najstarejši sin carja Ivana Aleksandra. Borbenost Bolgarov, ki utrpijo hude izgube, odvrne Osmane od podobnih poskusov za več kot desetletje. Hkrati pa je izguba visokega plemstva resen udarec za stabilnost Bolgarskega cesarstva.
- Japonska: vojska Južnega dvora pod vodstvom cesarja Go-Murakamija zavzame prestolnico Kjoto, a jo še istega leta izžene vojska Severnega dvora pod vodstvom šoguna Ašikage Takaudžija. 1358 ↔
- Grenlandija: švedski kralj Magnus IV. pošlje inšpekcijsko odpravo na Grenlandijo, da preveri obe naseldbini, Vzhodno in Zahodno.

## Rojstva
- 7. januar - Thomas Woodstok, angleški plemič, 1. vojvoda Gloucester († 1397)

Neznan datum
- Al-Kalkašandi, egiptovski arhivar in kriptograf († 1418)
- Anselm Turmeda, muslimanski učenjak z Majorke († 1423)
- Georgij Gemist Pleton, bizantinski humanist, filozof, filolog, prevajalec († 1452)
- Konrad von Jungingen, 25. veliki mojster vitezov križnikov († 1407)
- Manuel Hrizoloras, bizantinski humanist, filozof, filolog, prevajalec († 1415)
- Mircea I., vlaški vojvoda († 1418)
- Teodor I. Paleolog, morejski despot († 1407)
- Thomas Erpingham, angleški vitez in vojskovodja († 1428)

## Smrti
- 7. januar - Inês de Castro, galicijska plemkinja, portugalska kraljica (* 1320)
- 7. april - Marina Smilec, kranska despotinja (* pred 1292)
- 16. april - Filippo Calendario, italijanski (beneški) arhitekt
- 18. april - Marino Faliero, 55. beneški dož (* 1285)
- 22. april - Eleanora iz Woodstocka, angleška princesa, grofica Gueldersa (* 1318)
- 4. maj - Humbert II., dofên Viennosa[7] (* 1312)
- 24. avgust - Pierre de Corneillan, 28. veliki mojster vitezov hospitalcev
- 29. september - Matteo II. Visconti, sovladar Milana (* 1319)
- 16. oktober - Ludvik Sicilijanski, kralj (* 1337)
- 22. oktober - Konstanca Sicilijanska, regentinja (* 1324)
- 23. oktober - Blasco II. de Alagona, aragonski plemič, sicilijanski regent
- 5. december - Ivan III., brabantski vojvoda (* 1300)
- 20. december - Stefan Dušan (Stefan Uroš IV. Dušan Nemanjić, Dušan Silni), srbski car ( * 1308)

Neznan datum
- Bettina d'Andrea, italijanska (bolognjska) pravnica
- Jean de Muris, francoski filozof, matematik, astronom in glasbenik (* 1290)
- Jean Pucelle, francoski miniaturist (* 1300)
- Mihael Asen IV., bolgarski socesar (* 1322)